# Liste des maires de Nicosie
 (mars 2021).
Si vous disposez d'ouvrages ou d'articles de référence ou si vous connaissez des sites web de qualité traitant du thème abordé ici, merci de compléter l'article en donnant les références utiles à sa vérifiabilité et en les liant à la section « Notes et références ».
Cet article dresse une liste par ordre de mandat des maires de Nicosie.

## Historique
Les premières élections à la mairie de Nicosie ont eu lieu en 1888. C'est Achilléas Liasídis qui a été élu premier maire. Les conseillers municipaux ont été élus, au prorata des Grecs et des Turcs, puis ils ont élu le maire.
Après le soulèvement d'octobre 1931, les Britanniques ont interdit les concours électoraux et ont nommé des maires.
En 1943, les élections ont eu lieu à nouveau jusqu'en 1953, lorsque la lutte armée des Chypriotes pour l’union avec la Grèce a commencé, les Britanniques ont de nouveau interdit les élections et ont nommé les maires.
En 1991, les concours électoraux reviennent.

## Liste des maires
| Période | Période  | Identité                | Étiquette | Qualité                                       |
| ------- | -------- | ----------------------- | --------- | --------------------------------------------- |
| 1971    | 2001     | Lellos Demetriades      |           |                                               |
| 2002    | 2006     | Michael Zampelas        |           |                                               |
| 2007    | 2011     | Eléni Mávrou            | AKEL      | Députée et ministre de l'intérieur chypriotes |
| 2012    | En cours | Konstantínos Yiorkádjis |           |                                               |